# Pseudocoel
Pseudocoel je druhotná nepravá tělní dutina u bezobratlých, nepříliš vyvinutých živočichů, označovaných jako Pseudocoelia. Vzniká rozdělením prostoru mezi ektodermem (vnější zárodečný list) a entodermem (vnitřní zárodečný list) na mezenchym (tvořený nespojitými buňkami) a pseudocoel. Vývojově souvisí s blastocoelem uvnitř blastuly.
Mezi živočichy s pseudocoelem patří například kmeny hlísti, hlavatci, vrtejši, vířníci, apod.